# Ouangani
Ouangani és un municipi francès, situat a la col·lectivitat d'ultramar de Mayotte. El 2007 tenia 6.577 habitants.